# خانه رضاقلی استخری
خانه رضا قلی استخری مربوط به دوره قاجار است و در شیراز، کوچه بهار ایران، کوچه گلددانی واقع شده و این اثر در تاریخ ۱۰ خرداد ۱۳۸۲ با شمارهٔ ثبت ۸۶۹۱ به‌عنوان یکی از آثار ملی ایران به ثبت رسیده است.